# International Obfuscated C Code Contest
A International Obfuscated C Code Contest (abreviada IOCCC) é um concurso de programação em C que premia os autores dos códigos mais ilegíveis na linguagem.
Foi realizado anualmente entre 1984 e 1996, e depois em 1998, 2000, 2001, 2004, 2005 e 2006.
A competição mais recente foi realizada em 2011.